# Louis Chauffour
Pour les articles homonymes, voir Chauffour (homonymie).
Marie-Louis Chauffour (8 avril 1816 à Colmar - 7 juillet 1888 à Paris), est un magistrat et homme politique français.

## Biographie
Fils d'un avocat distingué et légitimiste de Colmar et frère de Victor Chauffour et d'Ignace Chauffour, il était avocat à Colmar. Il fut, le 8 février 1871, élu représentant du Haut-Rhin à l'Assemblée nationale, se rendit à Bordeaux, et s'assit à la gauche de l'Assemblée.
Mais après s'être prononcé contre les préliminaires de paix, il dut, de même que ses collègues des départements annexés, donner sa démission de représentant. Il entra en 1878 dans la magistrature comme conseiller à la cour de Besançon, et fut promu, le 7 juillet 1880, premier président de la même cour, et le 9 janvier 1882, premier président à la Cour de Dijon, enfin, 25 janvier 1885 conseiller à la Cour de cassation.
Il est le gendre de Jean-Adam Pflieger le Jeune.

## Pour approfondir